# Jean-Pierre Jacquillat
Jean-Pierre Jacquillat est un chef d'orchestre français, percussionniste de formation, né à Versailles le 13 juillet 1935 et mort le 11 août 1986 au Chambon-sur-Lignon dans un accident de voiture.

## Biographie
Jean-Pierre Jacquillat naît à Versailles le 13 juillet 1935.
Il fait des études musicales de piano, musique de chambre, percussion et harmonie aux Conservatoires de Versailles puis Paris.
En 1965, il donne son premier concert avec Samson François en soliste et mène dès lors une carrière de chef invité.
En 1967, il est nommé chef assistant de Charles Munch à l'Orchestre de Paris, avec lequel il donne de nombreux concerts. En 1970, il devient directeur musical de l'orchestre d'Angers, et l'année suivante chef permanent de l'Opéra de Lyon et de l'Orchestre philharmonique Rhône-Alpes. De 1975 à 1978, il est conseiller musical de l'Orchestre Lamoureux.
De 1980 à 1986, Jacquillat est chef titulaire de l'Orchestre symphonique d'Islande. Il a réalisé de nombreux enregistrements avec cet orchestre, l'Orchestre de Paris et d'autres formations. Parmi les créations notables qu'il a dirigées figurent 6e Imaginaire de Claude Ballif (1976) et Dolor de Jean Rivier (1977).
Il meurt au Chambon-sur-Lignon, le 11 août 1986.

## Enregistrements
- arr. Joseph Canteloube : Chants d'Auvergne, avec Victoria de los Ángeles et l'Orchestre Lamoureux, Paris (sous le label: EMI's Great Recordings of the Century series)[4],[5]
- Emmanuel Chabrier : España (Orchestre de Paris)[4]
- Ernest Chausson : Poème de l'amour et de la mer et Chanson perpétuelle, avec Victoria de los Ángeles et l'Orchestre Lamoureux[4]
- Claude Debussy : Prélude à l'Après-midi d'un faune (Orchestre de Paris)[4]
- Paul Dukas : L'Apprenti sorcier (Orchestre de Paris)[4]
- Maurice Duruflé : Trois danses pour orchestre, op. 6 : Divertissement, Danse lente, Tambourin (Orchestre symphonique de Sydney)[6]
- Karólína Eiríksdóttir (en) (née en 1951) : Sinfonietta (Orchestre symphonique d'Islande) et Five Pieces for Chamber Orchestra (Orchestre symphonique d'Islande)[4]
- Reynaldo Hahn : Le Bal de Béatrice d'Este (Orchestre de Paris)[4]
- Claude Joseph Rouget de Lisle, arr. Hector Berlioz : La Marseillaise (Orchestre de Paris)[4]
- Wolfgang Amadeus Mozart : Concerto pour clarinette, avec Einar Johanesson et l'Orchestre symphonique d'Islande
- Gabriel Pierné : Marche des petits soldats de plomb (Orchestre de Paris)[4]
- Maurice Ravel : Trois Poèmes de Stéphane Mallarmé (Jean-Christophe Benoît et l'Orchestre de Paris)[7]
- Camille Saint-Saëns : Danse macabre (Orchestre de Paris)[4]
- John Speight : Concerto for Clarinet "Melodious Birds Sing Madrigals", avec Einar Johanneson (Orchestre symphonique d'Islande)[4].